# 江西槭
江西槭（学名：Acer kiangsiense）为槭树科槭属下的一个种。

## 扩展阅读
- 維基物種上的相關：江西槭